# ペンデッ

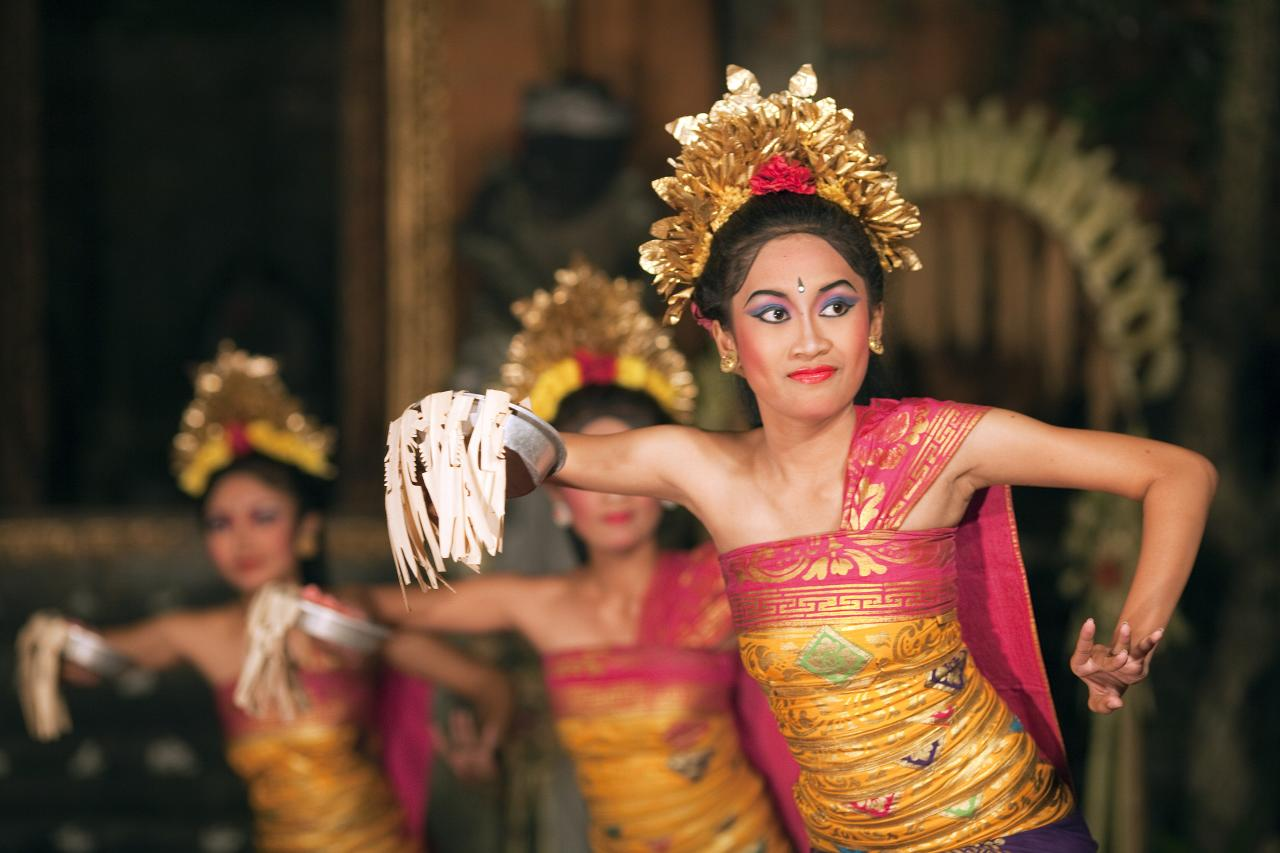

ペンデッ（pendet）はバリ舞踊の一つで、ヒンドゥー教寺院に降臨した神々への歓迎と信仰を表す舞踊。現在は、ペンデッはインドネシアの代表的なグループで演じられる舞踊の一つとなり、大統領や政府高官などの賓客、さらには、観光客の歓迎セレモニーでも見られるなど、客をもてなす歓迎の舞踊になっている。
バリ・ガムランの演奏に合わせ、通常は3人以上の未婚女性で演じられる。ダンサーはボコルと呼ばれる縁が広い金属の皿を持って踊る。皿の中には花びらが入っており、舞踊中に膝をつき、神を拝んだ後、その花びらを指で挟み空中に飛ばすという独特な動作がある。他のバリ舞踊と比べて、動きがシンプルなので、初心者は上級者の後ろでその動きを真似して覚える。